# 화훼 재배

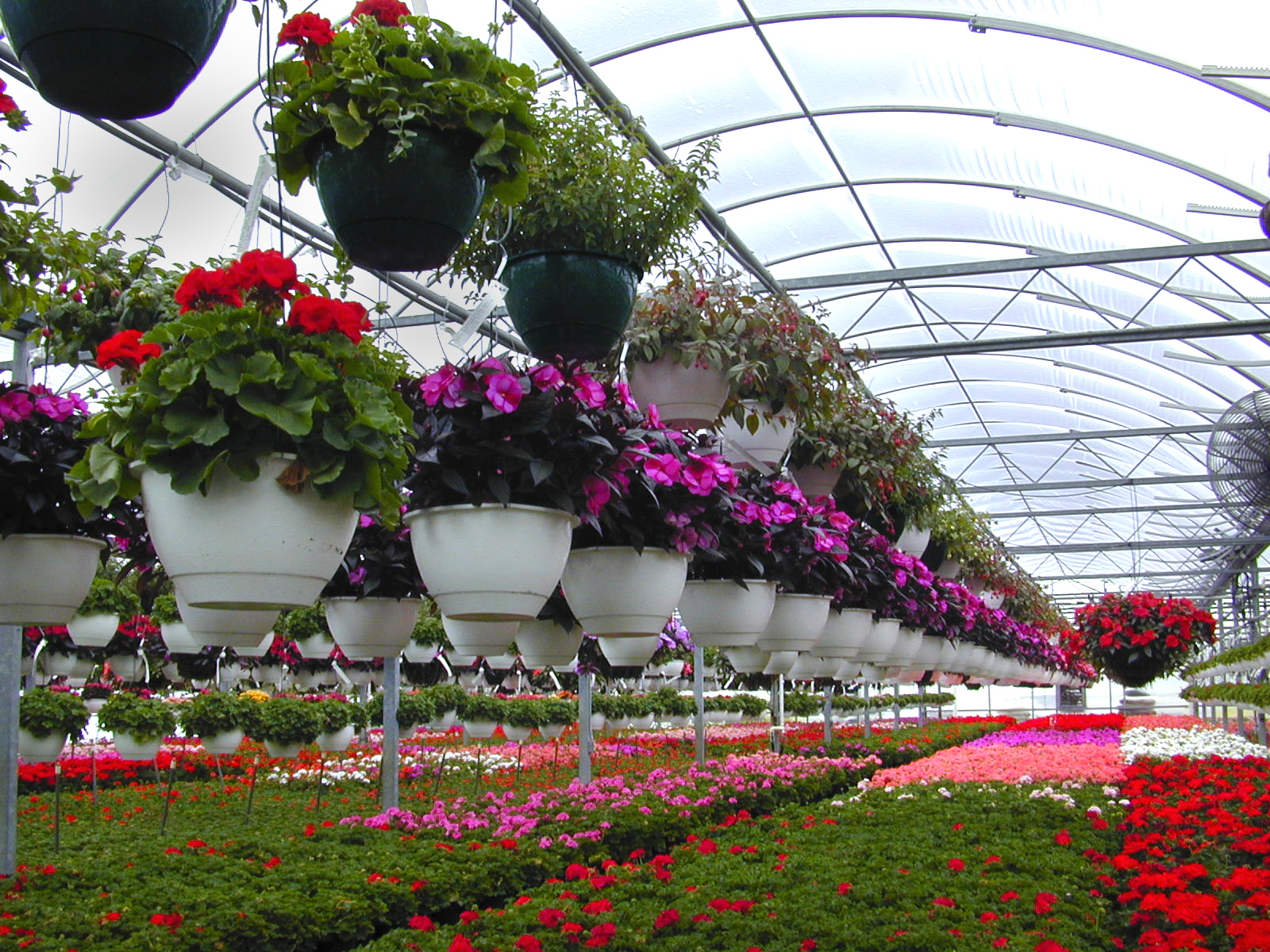
소매 온실은 화훼 식물의 다양성을 보여준다.

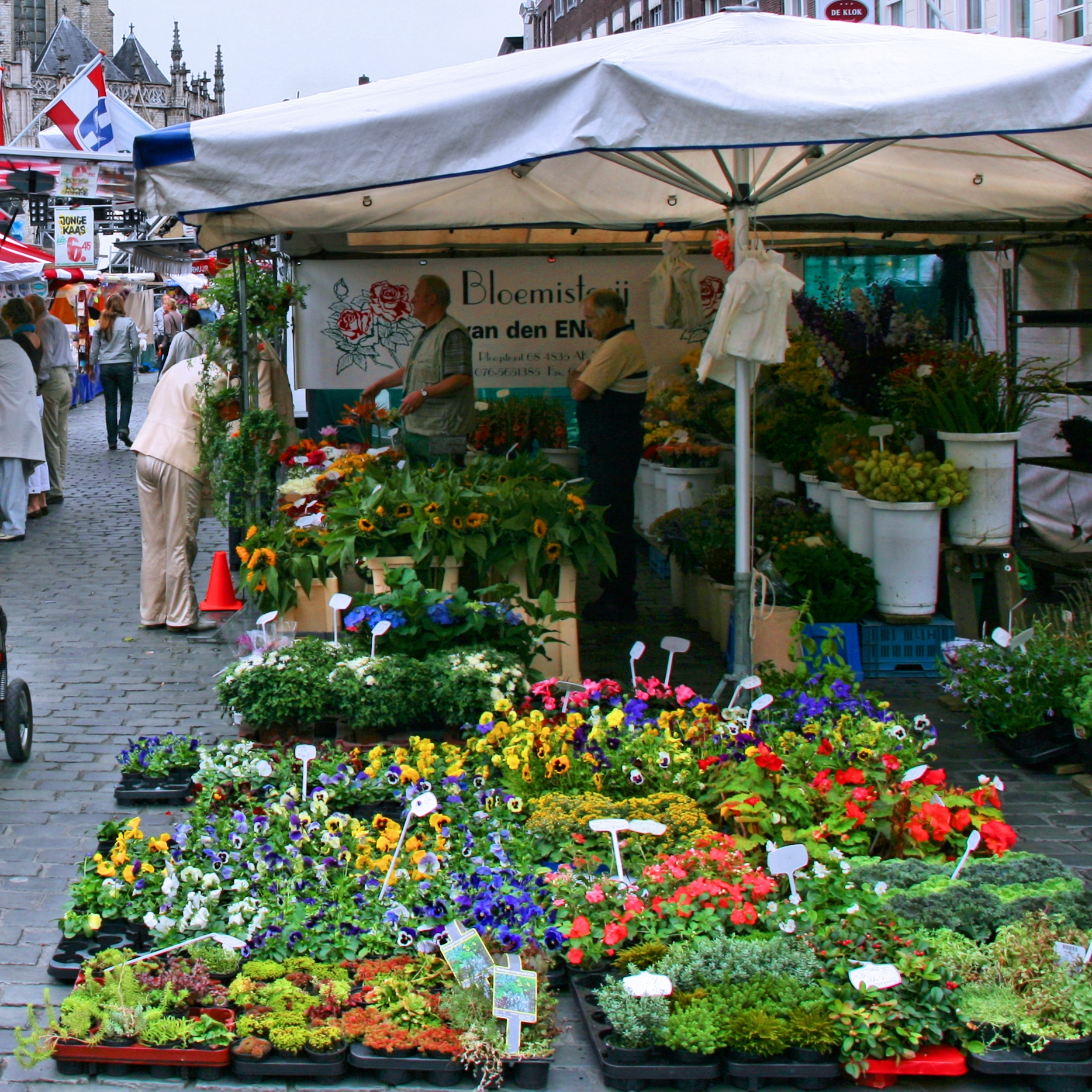
네덜란드 브레다 현지 시장에서 판매하는 꽃 모종

화훼 재배(花卉栽倍, floriculture), 꽃 재배, 화초 재배, 화초 원예, 화훼 원예는 정원을 위해 화초와 관상수의 경작과 관련한 원예의 한 학문이다. 원예식물 가운데 관상의 대상이 되는 식물을 재배하고 이용하는 한 분야를 말한다. 식물 육종을 통해 새로운 종으로 발전시키는 것은 화예가의 주가 되는 일이다.
화훼란 화초를 가리키는데 단순히 초본식물만이 아니라 꽃나무와 정원수, 산야의 들풀류, 종종 일부 과수나 채소도 포함시킨다. 또 꽃꽂이와 분재뿐 아니라, 소규모 화단만들기, 정원가꾸기의 기술에도 미치고, 최근에는 서양식의 화훼장식 등도 포함된다. 화훼 원예로 취급되는 식물의 수는 종·변종을 합쳐서 1만 종이 넘는 것으로 알려져 있다. 화훼 원예는 취급상의 성질에 따라 한두해살이풀, 여러해살이풀, 알뿌리식물, 꽃나무로 나눈다. 식물의 특성이나 목적에 따라 다양한 형태로 분류한다.
화초는 대체적으로 실내용으로 병 안에 넣어 판다. 주된 화초로는 포인세티아, 난초, 국화, 진달래가 있다. 관엽 식물 또한 병으로 판매되며 매달린 바구니의 경우 실내와 파티오(patio)용으로, 판매되며 대형 식물종은 오피스, 호텔, 식당 인테리어를 위해 사용된다.

## 참고 문헌
- Floriculture researchers test pink poinsettias | CALS News Center Floriculture researchers test pink poinsettias | News from the College of Agriculture and Life Sciences
- Floriculture, Nursery - Rural Migration News | Migration Dialogue
- “Floriculture News” (PDF). 《No. 64》. The Department of Agriculture, Western Australia. May 2005. 2016년 3월 7일에 원본 문서 (PDF)에서 보존된 문서. 2012년 9월 17일에 확인함.